# Ivan Ivanovič Palicin
Ivan Ivanovič Palicin (rusko Иван Иванович Палицын), ruski general, * 1763, † 1814.
Bil je eden izmed pomembnejših generalov, ki so se borili med Napoleonovo invazijo na Rusijo; posledično je bil njegov portret dodan v Vojaško galerijo Zimskega dvorca.

## Življenje
1. januarja 1775 je vstopil v Schlisselberški pehotni polk in 11. avgusta 1783 je bil premeščen v dvorni Preobraženski polk. 1. januarja 1790 je kot stotnik vstopil v Aleksopolski pehotni polk. Sodeloval je v rusko-turški vojni (1787-91) in 28. maja 1800 je bil povišan v polkovnika. 
18. februarja 1801 je bil imenovan za poveljnika Aleksopolskega mušketirskega polka, 23. junija 1806 za poveljnika Fanagorijskega grenadirskega polka in 13. septembra istega leta je postal poveljnik Orelskega mušketirskega polka. Sodeloval je v rusko-turški vojni (1806-12) in bil 12. decembra 1807 povišan v generalmajorja.
Med veliko patriotsko vojno je bil poveljnik 3. brigade 12. pehotne divizije; med bitko pri Borodinu je bil huje ranjen, zaradi česar je imel paralizirano roko in nogo. 16. maja 1813 je bil zaradi zdravstvenih težav upokojen.